# Netz-Synchronisierung eines Synchrongenerators
Die Synchronisierung eines Synchrongenerators ist ein wichtiger Vorgang in der Stromerzeugung. Nach dem Anfahrvorgang befindet sich der Turbosatz im Leerlauf (FSNL – Full Speed No Load). Der Synchrongenerator kann nicht einfach durch den Generatorschalter an das Netz geschaltet werden, da die unterschiedlichen Frequenzen, Spannungen und Phasenlagen erst übereinander stimmen müssen. Nur durch Synchronisieren kann dies erreicht werden. Sollten die Werte nicht synchron sein, so kann es zu erheblichen Schäden durch enorme Stromstöße am Fundament des Turbosatzes sowie an Welle bzw. Kupplung und Wicklung kommen.

## Grund-Voraussetzungen
1. Phasenfolge
Diese ist nicht genormt und ist herstellerbedingt von der Drehrichtung des Turbosatzes abhängig. In der Projektierungsphase wird dies berücksichtigt, so dass Phasenüberkreuzungen im Aufbau der Generatorableitung vermieden werden, d. h. die Phasen L1, L2, L3 müssen generator- und netzseitig durchgehend sein. Die Überprüfung erfolgt einmalig während der Inbetriebsetzung.
2. Spannungsform
Da die Spannungsform generator- und netzseitig immer die Sinusform ist, ist diese Voraussetzung rein theoretisch.

## Synchronisiervorgang
Die nachfolgend genannten drei Parameter werden elektronisch generator- und netzseitig zeitgleich erfasst und überwacht:
1. Frequenz
Die Generatorfrequenz muss sich der Netzfrequenz anpassen. Da die Generatorfrequenz proportional zur Drehzahl des Turbosatzes (siehe Polpaarzahl) ist, wird der Drehzahl-Sollwert des im Leerlauf befindlichen Turbosatzes auf 100,4 % der zu synchronisierenden Netzfrequenz gesetzt. Hierbei ist zu beachten, dass die Netzfrequenz betriebsbedingt schwankt.
Höher/Tiefer-Drehzahl-Verstellimpulse/Befehle führen die Generatorfrequenz zur selben Netzfrequenz. Die anfänglich höhere Frequenz-Sollwertvorgabe erleichtert den Anpassvorgang; der Turbosatz „fällt“ in die zu synchronisierende Frequenz.
2. Spannung
Die Spannungsangleichung erfolgt gleichzeitig zur Frequenzanpassung; eine Sollwertvorgabe erfolgt nicht. Höher/Tiefer-Erregerstrom-Verstellimpulse/Befehle führen die Generatorspannung zur selben Netzspannung.
3. Phasenlage
Während der Frequenzangleichung wird auch die gleiche Phasenlage der Generatorspannung zur Netzspannung erreicht (nicht zu verwechseln mit der Phasenverschiebung zwischen Strom und Spannung).
Sobald die 3 Parameter synchronisiert sind, wird der Generatorschalter geschlossen. Die Zeit für die automatische Synchronisierung beträgt etwa eine Sekunde. Die Einhaltung der Synchronisierzeit wird überwacht, die Werte für Frequenz, Spannung und Phasenlage müssen innerhalb der zulässigen Toleranzen liegen. Zur weiteren Sicherheit ist noch ein diskretes Relais, das sogenannte Synchro-Check-Relais, vorgesehen.

## Nach dem Synchronisieren – Synchrongenerator im Lastbetrieb
Unmittelbar nach dem erfolgreichen Synchronisiervorgang wird je nach Betriebsführung der Turbosatz entweder auf einen Minimal-Leistungssollwert gefahren (dies verhindert, dass der Generatorschalter nicht durch Rückleistung wieder öffnet), jedoch fährt in der Regel der Turbosatz automatisch zum Grundlastwert. Erst wenn der Generatorschalter geschlossen ist, kann der erzeugte Strom in das Netz fließen.
Mit der Netzanbindung werden dem Generator Netzfrequenz und -spannung vorgegeben. Der Drehzahlregler der Antriebsmaschine wird dann zum Lastregler, denn eine Brennstofferhöhung führt nicht zu einer Drehzahlerhöhung, sondern wirkt sich auf eine höhere Leistungsabgabe aus.
Analog verhält sich der Generatorspannungsregler, ein höherer Erregerstrom führt nicht mehr zu einer Generator-Spannungserhöhung, sondern zur Abgabe induktiver bzw. kapazitiver Blindleistung.

## Synchronisiereinrichtung
Traditionell und nur für die Inbetriebsetzung verwendet befindet sich am Generatorsteuerschrank die Möglichkeit, den Synchronisiervorgang manuell durchzuführen. Dies erfolgt mittels Synchronoskop bestehend aus Drehfeldmessgerät, Doppel-Spannungsmessgerät und Doppel-Zungenfrequenzmessgerät.